# Tan Liangde
Tan Liangde (kinesiska: 罈 良德, pinyin: Tán Liángdé), född 14 juli 1965 i Maoming i Guangdong, är en före detta kinesisk simhoppare. Han vann tre raka olympiska silvermedaljer i olympiska sommarspelen 1984, 1988 och 1992. Tan vann även två silvermedaljer vid världsmästerskapen 1986 och 1991. Han är gift med Li Qing som också vann ett silver i Seoul.